# Forsskaolea angustifolia
Forsskaolea angustifolia là loài thực vật có hoa trong họ Tầm ma. Loài này được Retz. mô tả khoa học đầu tiên năm 1783.